# 萨利内勒
萨利内勒（法語：Salinelles，法語發音：[salinɛl]）是法国加尔省的一个市镇，属于尼姆区。

## 地理
萨利内勒（43°48'36"N, 4°4'5"E）面积8.84 平方千米，位于法国奧克西塔尼大區加尔省，该省份为法国南部沿海省份，南端濒地中海，北起顺时针与阿尔代什省、沃克吕兹省、罗讷河口省、埃罗省、阿韦龙省和洛泽尔省接壤。
与萨利内勒接壤的市镇（或旧市镇、城区）包括：阿斯佩尔、丰塔内斯、加扬、莱克、圣克莱芒、索米耶尔、维勒维埃耶。

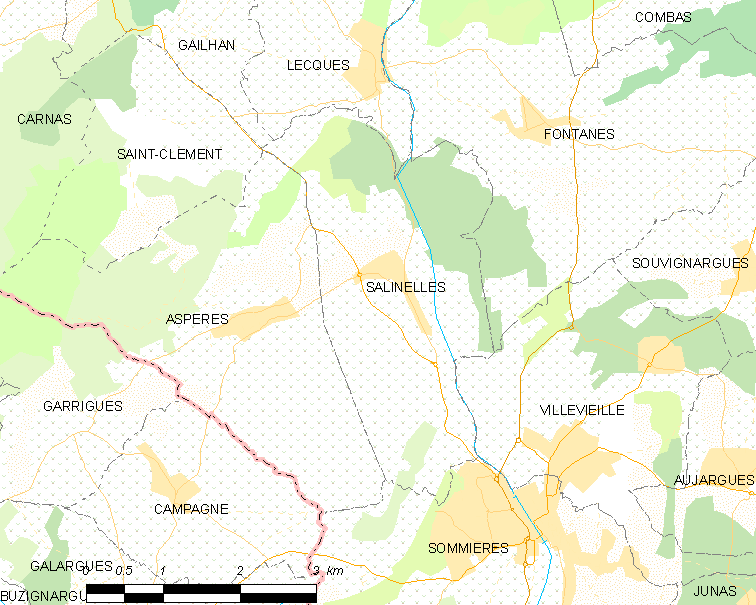
萨利内勒的OSM定位图

萨利内勒的时区为UTC+01:00、UTC+02:00（夏令时）。

## 行政
萨利内勒的邮政编码为30250，INSEE市镇编码为30306。

## 政治
萨利内勒所属的省级选区为卡尔维松县。

## 人口

1962-2008年间萨利内勒人口变化图示

萨利内勒于2022年1月1日时的人口数量为558人。